# Уле Борнедаль
Уле Борнедаль (нар. 26 травня 1959) — данський режисер, актор та продюсер.
Борнедаль народився у місті Норресундбю, що у Данії. Він написав сценарій та зрежисував художній фільм Nattevagten (Нічне чергування, 1994) — гостросюжетний фільм жахів про студента школи права, що влаштувався на підробіток до моргу у якості нічного сторожа, який проти своєї волі стає причетним до серії убивств повій.
Одружений з данською акторкою Геллі Факрайд Геллі Фаґралід, подружжя має трьох дітей.